# The Daddy's Dream
The Daddy's Dream è un cortometraggio muto del 1911. Il nome del regista non viene riportato nei credit del film di cui si conosce solo l'interprete, Mary Pickford.

## Produzione
Il cortometraggio fu prodotto dalla Majestic Motion Picture Company